# Laino
Laino (Laìn in dialetto comasco, AFI: /laˈiŋ/) è un comune italiano di 562 abitanti della provincia di Como in Lombardia.
Il comune è situato nella Val d'Intelvi. Patria di molti artisti intelvesi, conserva ancora l'antico tessuto abitativo.

## Geografia fisica
Laino si adagia su di un terrazzo boscoso nella zona settentrionale della Valle d'Intelvi, è percorso dal torrente Lirone che si forma fra i monte di Lenno e la Cima di Doaria e confluisce nel ramo del Telo che scende verso il lago di Lugano sboccando a Osteno.

## Origini del nome
Come spiegato dallo storico Conti nel libro Memorie storiche della Valle Intelvi, il toponimo deriverebbe dal nome di un certo "Jnus", presunto fondatore della frazione di Jno che, nonostante parzialmente sepolta da una frana, costituì il nucleo originario di Laino.

## Storia
Come attestato da alcuni reperti oggi conservati presso il Museo Archeologico di Como, il territorio Laino era già frequentato in età romana. Alla fine dell'Ottocento vennero infatti trovati una tomba romana e, in località San Vittore, un paio di orecchini d’oro filigranati a forma di cestello e alcuni frammenti ritenuti romani.
La più antica testimonianza storica di un insediamento vero e proprio sul territorio è rappresentata invece da un'epigrafe sepolcrale di un tale Marcelliano, suddiacono milanese che nel 556 aveva vatto edificare un castello nella località di San Vittore, sul limitare dell’altopiano. Nel VII secolo, il castello avrebbe costituito un castrum dei bizantini. Durante il periodo della dominazione longobarda, la fortificazione faceva parte della iudicaria del Seprio. Un’altra lapide ritrovata nella stessa località di San Vittore, ancor'oggi chiamata “Castello”, testimonia invece il passaggio di proprietà dell'edificio alla famiglia Trivulzio di Milano in seguito alla Guerra decennale, durante la quale Laino parteggiò per i comaschi.
In seguito, il comune di "comune de Laygno" seguì le vicende del resto della Val d'Intelvi e della relativa pieve. Laino passò dunque sotto la famiglia dei Camuzzi e, da questi, infeudata dapprima ai Trivulzio, poi ai Rusca (1416) per concessione dei Visconti prima e degli Sforza poi, quindi ai Marliani (1583) e, infine, ai Riva-Andreotti (1713), feudatari fin'oltre la metà del XVIII secolo.
Nel 1540, gli abitanti di Laino furono decimati da un'epidemia.
Nel 1751 il territorio del comune di Laino si estendeva ai cassinagi di Castello, Molino di Quaglio e Chuscia.
Durante il Medioevo e fino al XVIII secolo, Laino diede i natali a intere famiglie di maestri intelvesi, i più celebri dei maestri comacini che con le loro opere si distinsero in tutta Italia ed Europa. In questo contesto occorre ricordare come Laino fosse dotata di una scuola di disegno, fondata sul finire del XVII secolo dai pittori Giulio Quaglio il Vecchio e Giulio Quaglio il Giovane, così come della cosiddetta "Società di Belle Arti", una scuola regolare attiva dal 1750 per i giovani della valle.
Sotto il Ducato di Milano, nel XVIII secolo Laino ospitò la sede della Pretura e della Podesteria della Valle, elevandosi al rango di signoria. La sede del Consiglio Generale Intelvense fu invece contesa tra Laino e Pellio Inferiore, disputa che si concluse con l'ordine di assegnazione a Laino da parte del Conte Melchiorre Riva-Andreotti.
Tra il XVII e il XVIII secolo vi vivevano facoltose famiglie, già dall'Ottocento Laino era centro di villeggiatura estiva.
Un decreto di riorganizzazione amministrativa del Regno d'Italia napoleonico datato 1807 sancì l'aggregazione di Laino al comune di San Fedele, decisione che fu tuttavia abrogata con la Restaurazione.
Sotto il Regno lombardo-veneto, Laino fu il centro operativo segreto della “Giovine Italia Intelvese”.
Le attività principali erano l'agricoltura, la silvicoltura e l'allevamento di bovini.
Di Laino l'unica filanda della Val d'Intelvi.

### Simboli
Lo stemma comunale si presenta come uno scudo sormontato da un elmo, da cui si diramano una serie di svolazzi colorati.
Sullo scudo si identificano quattro sezioni: partendo dall'alto verso il basso, in una prima sezione si trova un fondo azzurro con, al centro, una stella d'oro; la seconda sezione consiste in una campitura di colore rosso; nella terza sezione è rappresentato un capriolo fuggente al naturale in fascia erbosa; infine, nella quarta sezione, si trova nuovamente il colore rosso che conclude lo stemma in punta.
La particolare foggia dello stemma dell'elmo e degli svolazzi fu ufficialmente riconosciuta da Vittorio Emanuele III con R.D. del 9 dicembre 1937.

## Monumenti e luoghi d'interesse

### Architetture religiose

#### Chiesa parrocchiale di San Lorenzo
La chiesa di San Lorenzo, a struttura romanica ma modificata nei secoli successivi fino al XVIII, fu elevata a parrocchiale dal vescovo Volpi nel 1579 (fino ad allora era faceva parte della parrocchia di Castiglione) e, nel 1755, a prepositurale per opera del vescovo Neuroni.
In origine, la chiesa si presentava con un piccolo sagrato a cui si accedeva passando attraverso un ingresso ad arco circondato da un muro ornato da edicolette, che però fu molto rimaneggiato in seguito ad alcuni interventi di ristrutturazione eseguiti attorno al 1960. 
L'aspetto attuale della chiesa si deve a una serie di interventi di riqualificazione avvenuti tra i secoli XVI e XVII secolo. Per quanto riguarda l'esterno, nel XVI secolo l’edificio fu alzato e divenne a tre navate. Le ristrutturazioni interne furono curate in un primo momento da Giovanni Antonio Colomba, autore peraltro delle decorazioni della controfacciata, e da Gian Battista Barberini in un secondo momento.
La facciata, originariamente a capanna, ospita reperti edilizi romanici, forse di riuso, e un portale barocco seicentesco. Il campanile, che presenta una struttura portante medievale del XII secolo, nel corso dei secoli venne ulteriormente innalzato, intonacato e dotato di una cuspide. Al periodo romanico risalgono, sulla facciata, due monofore riscoperte durante un restauro avvenuto attorno al 1960, mentre sul campanile alcune bifore con colonnine a stampella.
L'interno è a tre navate coperte con volta a crociera. L'ornamentazione interna è molto articolata e comprende numerose opere del Barberini, tra cui:
- gli stucchi delle cornici che, nella volta e nelle lunette affrescate, racchiudono gli affreschi sulla vita di San Lorenzo (1667,[22] ciclo pittorico di Antonio Crespi e Carlo Scotti, autore del Martirio)[18];
- quattro statue stuccate dei santi Sebastiano, Girolamo, Andrea e Rocco[18];
- sulla parete terminale della navata sinistra: l’altare della Madonna del Carmelo con Maria Annunciata e l'angelo[24].
- nella navata destra, un San Giovannino sulla cimasa dell’altare della cappella del Sacro Cuore (un tempo di San Giovanni Battista) e, ai lati della finestra, stucchi di Sant'Agata e Sant’Apollonia, oltre a un bassorilievo raffigurante Davide e Golia[18].

La chiesa conserva inoltre tele ad olio di Giulio Quaglio (nel presbiterio) e paliotti in scagliola policroma .

#### Oratorio di San Vittore

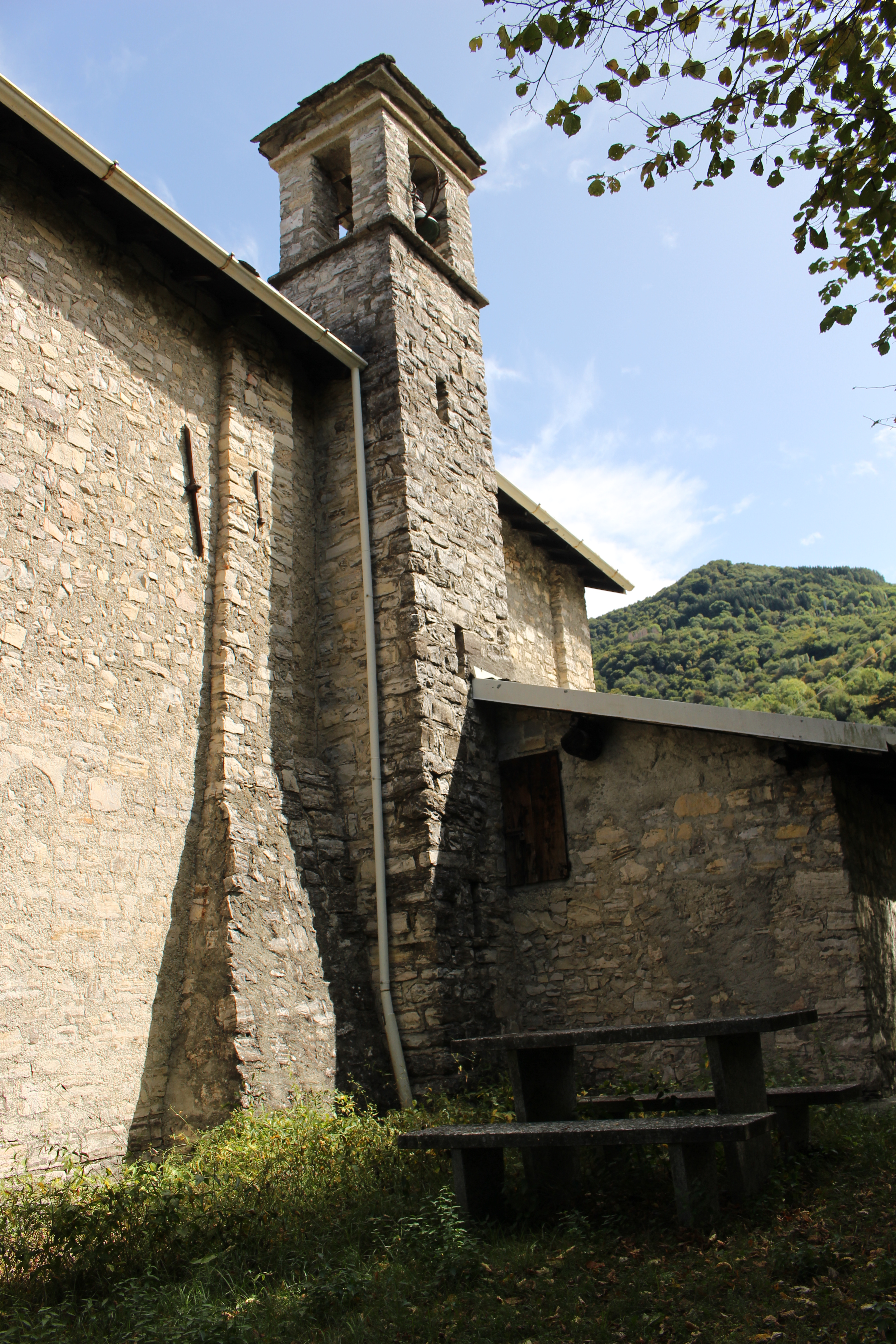
Oratorio di San Vittore

L'oratorio di San Vittore, di origine romanica, si trova su un rilievo fuori dal paese non distante dalla riva scoscesa del torrente Lirone, lungo la strada per Osteno.
Costruito intorno al 1400 sopra le mura del castrum edificato nel VI secolo dal suddiacono Marcelliano, ha un portico con affreschi quattrocenteschi e un portale del 1587. Nel portico, alla sinistra della porta, è situata una sorta di altare su cui ogni 8 maggio, in occasione della festa patronale di San Vittore, viene depositato del pane da benedire. Sopra all'altare si osservano i resti di un affresco, molto deteriorato, che raffigura il santo titolare della chiesetta mentre, a cavallo, reca in mano la bandiera del cristianesimo.
All'interno, due lesene separano il presbiterio dall'unica navata. Le lesene, il coro e la volta della navata sono ornate da stucchi e statue (tra cui una raffigurante San Vittore) di Gian Battista Barberini. La chiesetta conserva inoltre un paliotto a stucco in bassorilievo del XVIII-XIX secolo, nonché numerose opere pittoriche di Domenico Quaglio: una tela d'altare settecentesca raffigurante Gesù Crocifisso, con ai piedi san Vittore e san Lorenzo raccolti in preghiera e alcuni affreschi tardosecenteschi che ornano la volta e le quattro lunette laterali, che raffigurano rispettivamente Le Virtù Teologali ed alcuni angeli e alcuni episodi della vita di san Vittore.
Sul lato destro dell'Oratorio s'innesta un campanile, anch'esso di origine romanica.

#### Oratorio di San Giuseppe

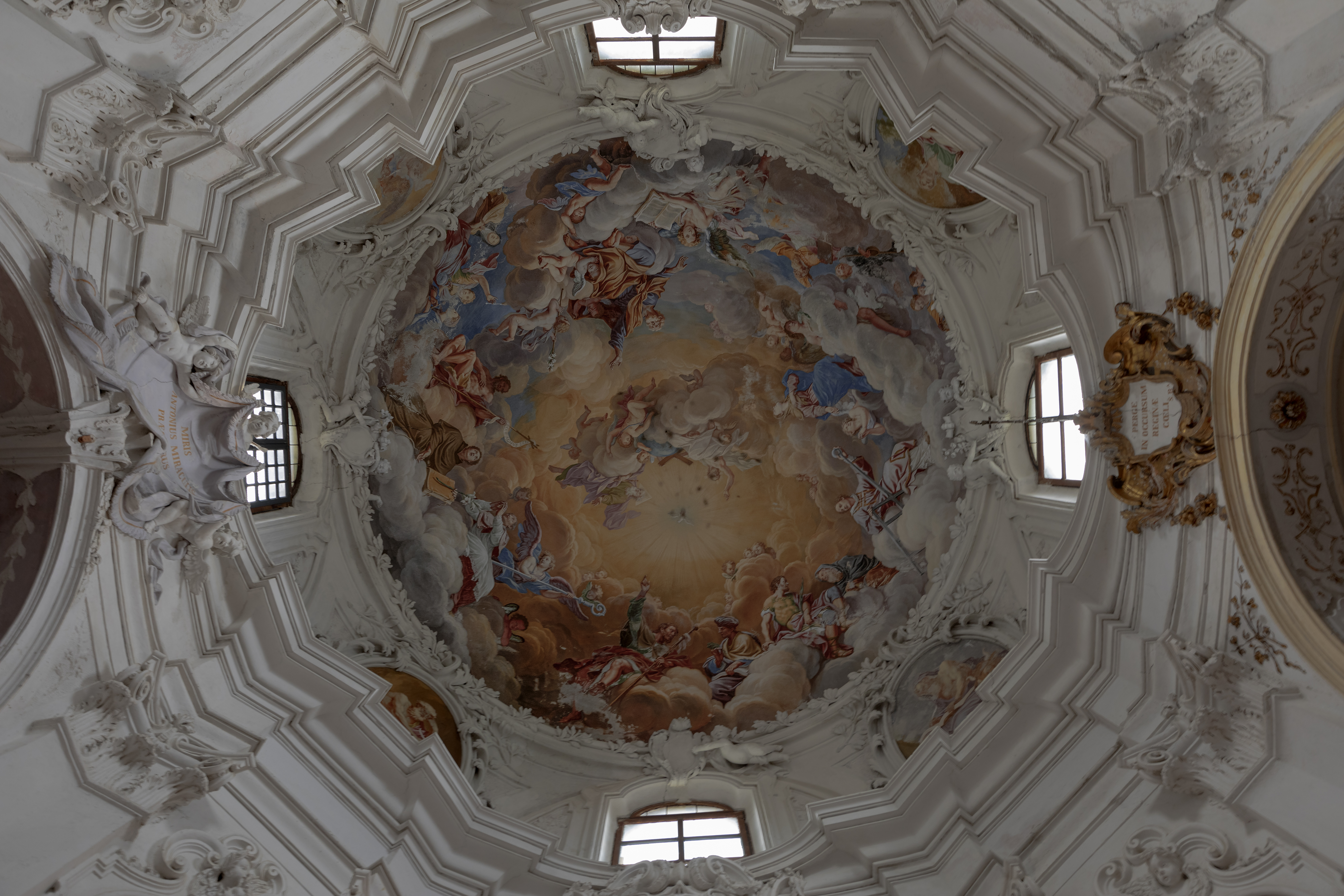
Volta dell'oratorio di San Giuseppe

In località Cappelletta si trova l'oratorio di San Giuseppe, costruito tra il 1703 e il 1706 sui resti di una cappella cinquecentesca appartenuta alla famiglia Frisoni, di cui rimane un affresco di Madonna con Bambino e santi.
L'edificio, sormontato da un tiburio ottagonale, è con pianta a croce greca. I quattro bracci della croce, coperti da volte a botte, consistono in tre cappelle e un corpo di fabbrica che costituisce l'ingresso.
L'oratorio venne acquistato da Giulio Quaglio che ne fece la sua chiesetta, affrescandone la volta del tiburio con una Gloria di san Giuseppe (1716). Allo stesso autore viene attribuita la pala dell’altare maggiore, raffigurante il Transito di san Giuseppe. La chiesa conserva inoltre ricchi stucchi di Leonardo Retti e paliotti in scagliola del XVIII secolo eseguiti dall'artista Molciani.
Altro
- Oratorio della Croce[29]

### Architetture civili
- In località Moreglio si trova Palazzo Scotti[30], casa abitata e riccamente decorata dal pittore lainese Carlo Scotti[10]. In particolare, il palazzo conserva un salone a volta completamente affrescato nel 1750 e raffigurante una rappresentazione dell’Aurora che, sorgendo, scaccia le Tenebre[10].
- Casa Quaglio[31] fu abitata ed affrescata dal pittore Giulio Quaglio, nato a Laino nel 1668 e autore di numerosi affreschi sia in Valle Intelvi che altrove, ad esempio in Friuli, a Lubiana, a Brescia e nel territorio comasco e bergamasco. La casa conserva una Deposizione, eseguita dal pittore stesso nel 1696, e un portale di particolare rilevanza architettonica[10].
- La località Spazzone ospita il palazzo della famiglia Spazzi, che conserva un cortile quadrato circondato da un colonnato dominato da una loggia[10]. Internamente, conserva un grande camino decorato a stucco[19].
- Nelle vicinanze del palazzo Spazzi si trova palazzo Frisoni, che ospita una nicchia con una Madonna stuccata da artisti della scuola del Barberini[10][19].
- In Piazza della Vittoria, detta “Bolla”, si trova il palazzo che, al tempo del Ducato di Milano, fu sede della Podesteria della Val d'Intelvi[10].

### Architetture militari
In località San Vittore è possibile osservare i ruderi delle mura dell'antico castello, anticamente collocato in posizione dominante sulla Valle Intelvi e su quella di Osteno. Il castello comprendeva opere di fortificazione relativamente modeste, fatto che ne fa supporre una costruzione non pianificata, dettata da esigenze di urgenza.

## Società

### Evoluzione demografica

#### Demografia pre-unitaria
- Fine del XVI secolo: 400 abitanti[32].
- 1751: 273 abitanti[8]
- 1771: 247 abitanti[33]
- 1781: 263 abitanti[32]
- 1788: 211 abitanti[32]
- 1805: 242 abitanti[12]
- 1809: 268 abitanti (prima dell'aggregazione a San Fedele)[12]
- 1811: 428 abitanti[13]

#### Dopo l'unità d'Italia
Abitanti censiti

### Esplicative
1. ↑  Per il dialetto comasco, si utilizza l'ortografia ticinese, introdotta a partire dal 1969 dall'associazione culturale Famiglia Comasca nei vocabolari, nei documenti e nella produzione letteraria.

### Bibliografiche
1. 1 2   Bilancio demografico mensile anno 2025 (dati provvisori), su demo.istat.it, ISTAT.
2. ↑   Classificazione sismica (XLS), su rischi.protezionecivile.gov.it.
3. ↑   Tabella dei gradi/giorno dei Comuni italiani raggruppati per Regione e Provincia (PDF), in Legge 26 agosto 1993, n. 412, allegato A, Agenzia nazionale per le nuove tecnologie, l'energia e lo sviluppo economico sostenibile, 1º marzo 2011,  p. 151. URL consultato il 25 aprile 2012 (archiviato dall'url originale il 1º gennaio 2017).
4. ↑   AA. VV., Dizionario di toponomastica. Storia e significato dei nomi geografici italiani., Milano, Garzanti, 1996,  p. 341, ISBN 88-11-30500-4.
5. 1 2 3 4 5 6 7 8 9 10   Comune di Laino, su comune.laino.co.it. URL consultato il 7 aprile 2020.
6. ↑  TCI, Le province di Como e Lecco [...], p. 76.
7. 1 2 3   Tutte le fortificazioni della provincia di Como in sintesi, Castelli della Lombardia, su mondimedievali.net. URL consultato il 18 aprile 2020.
8. 1 2 3 4   Comune di Laino, sec. XIV - 1757 – Istituzioni storiche – Lombardia Beni Culturali, su lombardiabeniculturali.it. URL consultato il 6 maggio 2020.
9. ↑  Rinaldi, p. 21.
10. 1 2 3 4 5 6 7 8 9   Comune di Laino, su comune.laino.co.it. URL consultato l'8 aprile 2020.
11. 1 2   Ponna, su agriturismolagodicomo.net. URL consultato il 7 aprile 2020 (archiviato dall'url originale il 7 aprile 2020).
12. 1 2 3   Comune di Laino, 1798 - 1809 – Istituzioni storiche – Lombardia Beni Culturali, su lombardiabeniculturali.it. URL consultato il 6 maggio 2020.
13. 1 2   Comune di Laino, 1816 - 1859 – Istituzioni storiche – Lombardia Beni Culturali, su lombardiabeniculturali.it. URL consultato il 6 maggio 2020.
14. 1 2 3   Stemma comunale, su Comune di Laino. URL consultato il 7 aprile 2020.
15. ↑   Laino, su Stemmi dei Comuni della Provincia di Como.
16. ↑   Chiesa di S. Lorenzo - complesso, Via Don Minzoni - Laino (CO), su Architetture – Lombardia Beni Culturali. URL consultato il 7 aprile 2020.
17. ↑   RomaniCOMO, su romanicomo.it. URL consultato il 21 marzo 2020.
18. 1 2 3 4 5 6 7 8 9   Comune di Laino, su comune.laino.co.it. URL consultato l'8 aprile 2020.
19. 1 2 3  Borghese, p. 253.
20. ↑  TCI, Guida d'Italia [...], p. 318.
21. ↑   RomaniCOMO, su romanicomo.it. URL consultato il 12 aprile 2020 (archiviato dall'url originale il 3 aprile 2016).
22. 1 2 3 4 5 6 7 8  TCI, Guida d'Italia [...], p. 319.
23. ↑  Belloni et al., p. 139.
24. ↑  Spiriti, pp. 56-62.
25. ↑   Chiesa di S. Vittore - complesso, Strada Comunale di San Vittore - Laino (CO), su Architetture – Lombardia Beni Culturali. URL consultato il 7 aprile 2020.
26. 1 2 3 4 5 6 7   Comune di Laino, su comune.laino.co.it. URL consultato l'8 aprile 2020.
27. 1 2 3   Comune di Laino, su comune.laino.co.it. URL consultato l'8 aprile 2020.
28. 1 2 3   Chiesa di S. Giuseppe, Via Cappelletta - Laino (CO), su Architetture – Lombardia Beni Culturali. URL consultato il 7 aprile 2020.
29. ↑   Oratorio della Croce, Via Don Giovanni Minzoni - Laino (CO), su Architetture – Lombardia Beni Culturali. URL consultato il 7 aprile 2020.
30. ↑   Palazzo Scotti, Via Bonardi, 2,4 (P),6 - Laino (CO), su Architetture – Lombardia Beni Culturali. URL consultato il 7 aprile 2020.
31. ↑   Casa Quaglio, Via Quaglio, 6 - Laino (CO), su Architetture – Lombardia Beni Culturali. URL consultato il 7 aprile 2020.
32. 1 2 3   SIUSA - Parrocchia di S. Lorenzo in Laino, su siusa.archivi.beniculturali.it. URL consultato il 7 aprile 2020.
33. ↑   Comune di Laino, 1757 - 1797 – Istituzioni storiche – Lombardia Beni Culturali, su lombardiabeniculturali.it. URL consultato il 6 maggio 2020.
34. ↑  Statistiche I.Stat ISTAT  URL consultato in data 28-12-2012.
Nota bene: il dato del 2021 si riferisce al dato del censimento permanente al 31 dicembre di quell'anno. Fonte:  Popolazione residente per territorio - serie storica, su esploradati.censimentopopolazione.istat.it.